# Melezk (Krasnojarsk)
Melezk (russisch Мелецк), gelegentlich auch Meletzk, Meletsk, Melesk, Meleck oder Mieleck transkribiert, war ein Ostrog in der sibirischen Taiga. Das in der Nähe entstandene Dorf (derewnja) Melezk gehört zur Gemeinde Poljewoje im Bezirk Biriljussy im Westen der russischen Region Krasnojarsk.

## Geographie

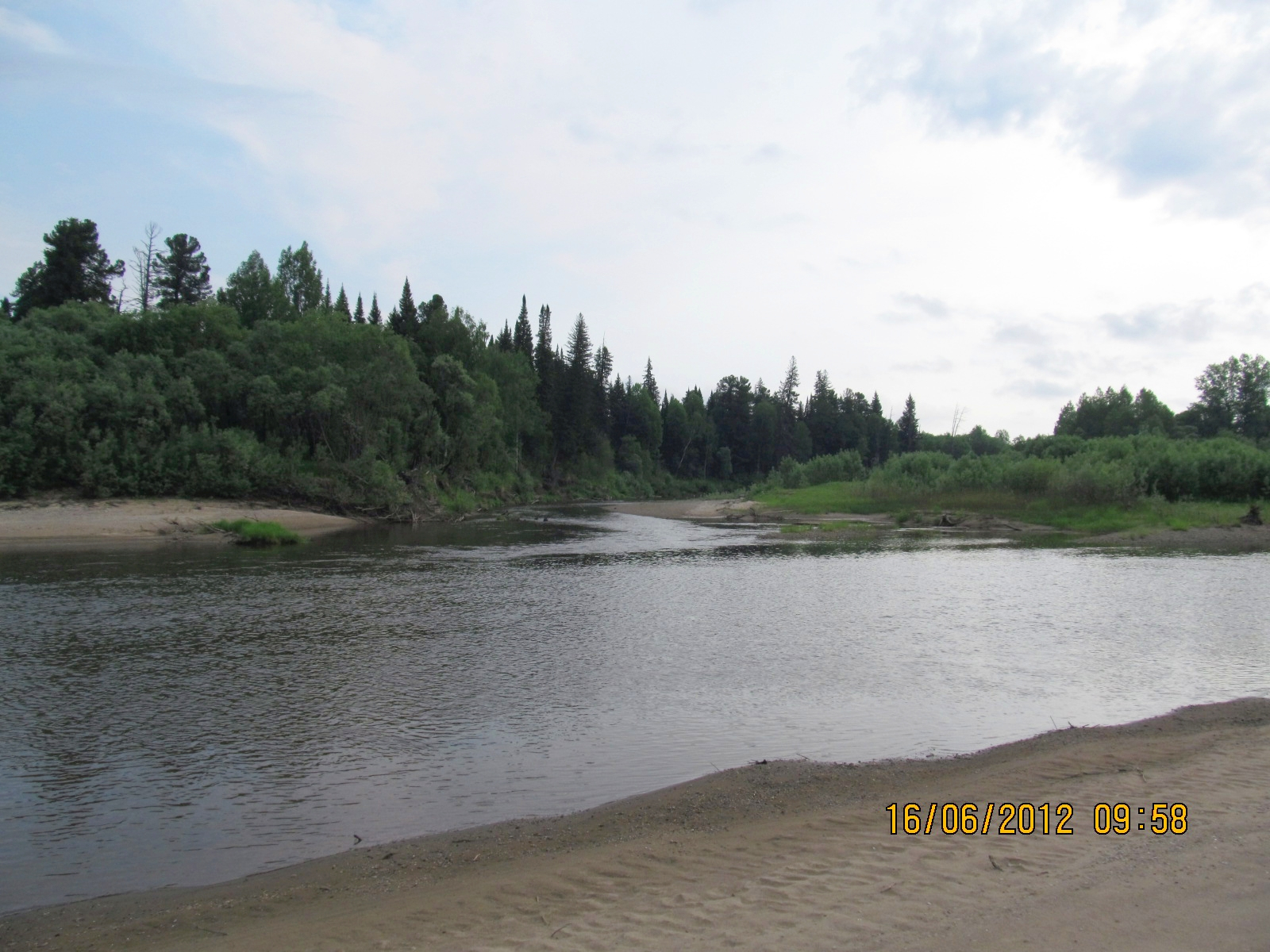
Mündung des Flüsschens Kemtschug in den Fluss Tschulym nahe Melezk

Zusammen mit Polewoje und vier weiteren Nachbardörfern (Issakowka, Podkamjenka, Prombor, Schelewo) bildet Melezk die Gemeinde (selsowet) Poljewoje.
Melezk befindet sich 20 Kilometer Luftlinie (30 Kilometer Landweg) westlich von Poljewoje und 57 Kilometer (85 Kilometer) nordwestlich des Bezirkszentrums Nowobiriljussy. (Nowobiriljussy wiederum ist 240 Kilometer von Krasnojarsk entfernt.)
Melezk wurde am rechten Ufer (Nordufer) des Flusses Tschulym errichtet (an der Mündung eines kleinen Flüsschens namens Melet in den Tschulym). Das Dorf liegt 159 Meter über dem Meeresspiegel.
Der Melezker Ostrog befand sich nicht auf dem Gebiet des heutigen Dorfes Melezk, sondern 38 (60) Kilometer südlich davon (flussaufwärts) im heutigen Dorf Biriljussy – nahe jener Stelle, an der der Fluss Kemtschug in den Tschulym mündet. (Das Dorf Biriljussy gehört zwar nicht zur Gemeinde Poljewoje, sondern zur Nachbargemeinde Arefjewo, aber ebenso wie Poljewoje zum Bezirk Biriljussy.)

## Geschichte

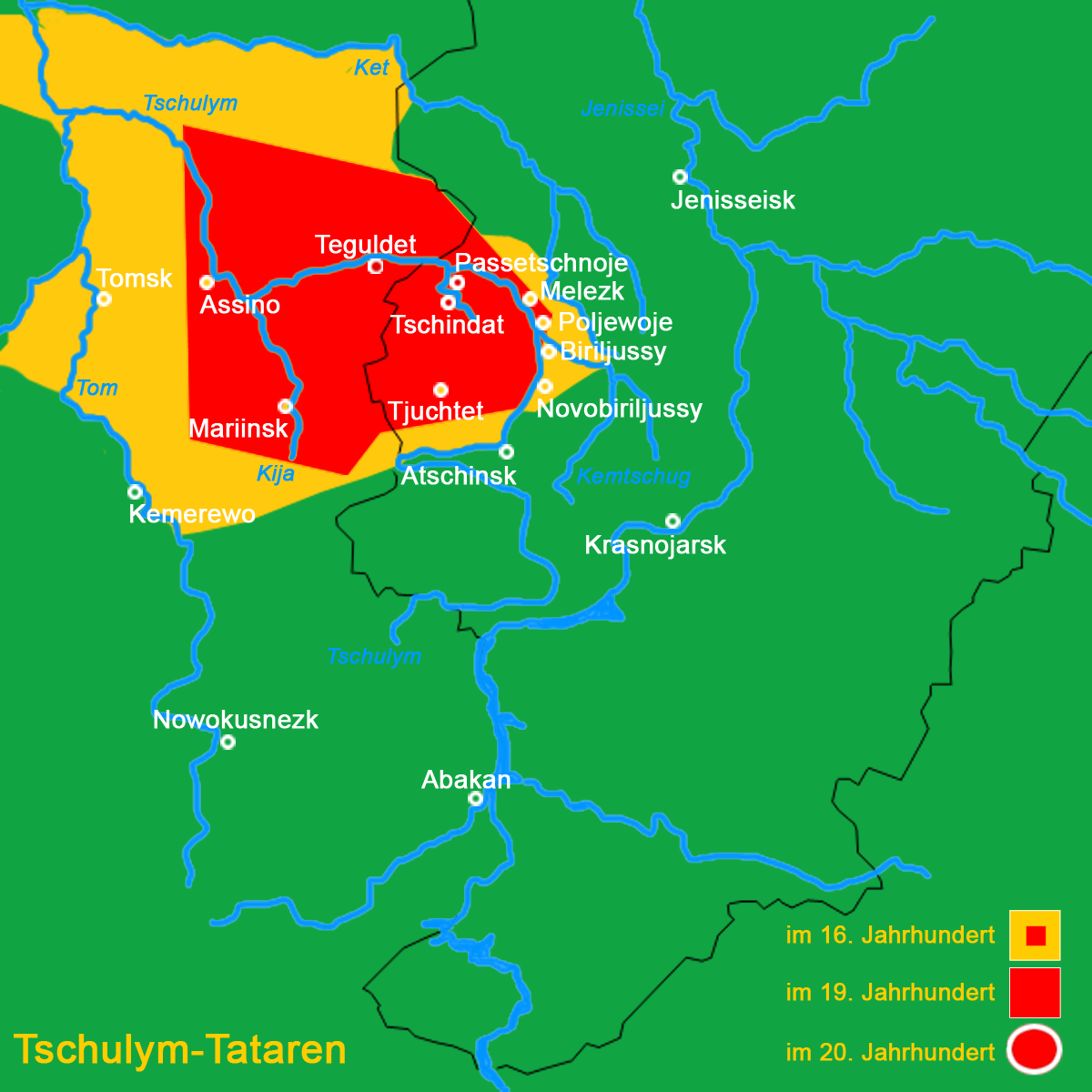
Ehemalige Siedlungsgebiete der Melezker Tataren an den Ufern des Tschulym

Jahrhundertelang waren die Ufer des Flusses Tschulym nur vom Volk der Tschulym und sibirischen Tataren bevölkert, die Tschulym zählten sich selbst zu den Tataren. Nach der russischen Eroberung des Khanates Sibir  wurden Tschulym und Tataren im 17. Jahrhundert sowohl von Russen als auch von Jenissei-Kirgisen bedrängt.

### Melezker Ostrog
Zum Schutz vor kirgisischen Angriffen unterstellte im Jahr 1620 ein Fürst der Meles-Tataren (auch Melessier oder Meletsen) sein Land und seine Leute den Russen und forderte sie auf, einen befestigten Stützpunkt in seinem Gebiet zu errichten. Anderen Überlieferungen zufolge sollen stattdessen die Kirgisen um die Errichtung eines russischen Postens zum Schutz vor den Mongolen gebeten haben. Der Tomsker Kosakenoberst Moltschan Lawrow, der 1618 schon (Nowo-)Kusnezk gegründet hatte, ließ daraufhin am 13. September 1621 auch den Melezker Ostrog (Мелецкий bzw. Мелесский острог) errichten – eine Art palisadenbewehrtes Wehrdorf, in dem ab 1622 zunächst 30 Kosaken stationiert wurden. Ursprünglich sollte der Ostrog offenbar nach dem Hauptfluss benannt werden und Tschulymsk heißen, doch bereits 1622 hatte sich in offiziellen Dokumenten Melezk durchgesetzt.
Der Melezker Ostrog war dem Gouverneur in Tomsk unterstellt und diente fortan als Zentrum zum Einsammeln des Jasak – ein Tribut, den die Tataren und Kirgisen der Umgebung in Form von Pelzen entrichten mussten. Als (zumindest bis 1642) einziger befestigter Umschlagplatz auf dem „Katharinentrakt“ zwischen Tomsk und Jenisseisk wurde Melezk im 17. Jahrhundert mehrmals von den Kirgisen angegriffen und belagert, zerstört und 1707 niedergebrannt.
Die Reste des Melezker Ostrogs waren schon Ende des 19. Jahrhunderts nicht mehr erhalten. In Kulturhaus von Nowobiriljussy pflegt aber ein Musikensemble namens Мелецкий острог kosakisches Liedgut.

### Dorf Melezk
Vom Tomsker Bojaren Sawja Zyzurin, der auch den Ostrog von Atschinsk verwaltete, wurde Melezk im Jahr 1709 oder 1710 einige Kilometer flussabwärts am heutigen Standort neuaufgebaut. Der Forschungsreisende Gerhard Friedrich Müller machte 1736 in dem Dorf Station. Mit der Errichtung des Moskauer Trakts und der Transsibirischen Eisenbahn verlagerten sich die sibirischen Hauptverkehrswege im 18., 19. und 20. Jahrhundert weiter nach Süden. Melezk wurde 1822 dem Gouvernement Jenisseisk (später Krasnojarsk) angegliedert (und innerhalb des Gouvernements dem Bezirk Atschinsk), aber der Bau einer Anschlussbahnstrecke von Jenisseisk über Melezk nach Atschinsk wurde verworfen. Melezk geriet ins Abseits und verlor an Bedeutung.
Seit 1924 gehört Melezk nicht mehr zum Bezirk Atschinsk, sondern zum Bezirk Biriljussy. In den 1930er Jahren wurden Gegner der Zwangskollektivierung in der Sowjetunion und Angehörige aufsässiger Volksgruppen aus anderen Regionen Russlands in den Bezirk deportiert. Die Dörfer Poljewoje und Issakowka entstanden damals ursprünglich als Arbeitslager. Nach Melezk wurden vor allem Verbannte aus dem Nordkaukasus und dem Kuban-Gebiet gebracht sowie einige Wolgadeutsche. Die meisten Überlebenden verließen Melezk nach Aufhebung der Verbannungen 1957 wieder. Für die Opfer der politischen Repressionen wurde ein Denkmal auf dem Friedhof von Poljewoje errichtet.
Anlässlich des 400-jährigen Bestehens des Dorfes Melezk erschienen 2021 in Nowobiriljussy und Krasnojarsk, aber auch in Tomsk und Abakan einige regionalhistorische Sonderveröffentlichungen über Melezk.

## Bevölkerung
Ab den 1720er bzw. 1730er Jahren siedelten sich in und um Melezk auch russische Kolonisten an, die sich mit den Tschulym vermischten. Teils auf diesem Wege, teils durch Gewalt wurden 1720 damals die meisten Tschulym getauft und zumindest oberflächlich christianisiert. Von Wolgatataren ausgehende Re-Islamisierungsbemühungen scheiterten. Im Jahr 1761 wurden in Melezk und Umgebung 897 Christen gezählt, im Jahr 1858 gab es noch 570 Melezker. Die Volkszählung von 1897 erfasste in Melezk stattdessen noch 71 Menschen, von denen 58 Tschulym und 12 Russen waren, und die Volkszählung von 2010 ergab sogar nur sechs Einwohner (vier Männer und zwei Frauen).

### Melezker Tataren
In älteren Quellen wurden die von Melezker bzw. Atschinsker Beamten verwalteten Tschulym-Tataren des Umlands auch als Melezker Tataren (мелецкие татары bzw. Мелетцы) bezeichnet. Mehrere Dörfer wurden in mehr oder weniger selbständig verwalteten Ulus bzw. Wolosten zusammengeschlossen, an den Ufern des Tschulym gab es zwölf oder 14 (nach anderen Angaben 28) Woloste. Zum Melezker Wolost gehörten Mitte des 19. Jahrhunderts zehn Clans mit rund 1.300 Angehörigen in 20 Siedlungen. (Anderen Angaben zufolge gab einschließlich des westlich angrenzenden Tutal-Wolost damals zwischen 3.900 und 4.800 Tschulym in der Region.). Die russische Volkszählung von 1897 ergab 11.123 Tschulym in ganz Sibirien. (Anderen Angaben zufolge sollen es 15.000 gewesen sein, davon 6.000 wehrfähige Männer.) Bereits zum Ende des 19. Jahrhunderts galten die Melezker Tschulym als  vollständig russifziert, obwohl einige Ethnologen diesen frühen Zeitpunkt bezweifelten. Spätestens aber zur Mitte des 20. Jahrhunderts war der Großteil der damals noch immer geschätzt 11.000 Tschulym schließlich mit Russen und Chakassen verschmolzen. Vor allem ihre Nachkommen aus Mischehen bezeichnen sich seitdem als Russen.

### Melezker Dialekt
Die einstige Sprache der Tschulym zählt zu den südsibirischen Turksprachen. Sie weist Ähnlichkeiten und Verwandtschaften sowohl mit den Sprachen der  Tataren  als auch der Chakassen  auf. Tschulymisch umfasste eigentlich zwei Dialekte, die nach den Siedlungsgebieten am Mittel- und Unterlauf des Flusses als Mitteltschulymisch und Niedertschulymisch bezeichnet wurden.  Niedertschulymisch starb Mitte des 20. Jahrhunderts aus. Das am Mittellauf des Flusses verbreitete Mitteltschulymisch besteht wiederum aus zwei Unterdialekten – dem stärker vom Tatarischen beeinflussten Tutal-Dialekt (dessen Sprecher einst als Tutal-Tataren bezeichnet wurden)  und dem eher mit dem Chakassischen verwandten Melezker bzw. Melet-Dialekt (мелетский диалект bzw. мелет говор).
Einige Linguisten betrachten den Melet-Dialekt nicht als Unterdialekt des Mitteltschulymischen, sondern als einen eigenständigen dritten Dialekt Obertschulymisch. Ursprünglich hatten sie damit das am Oberlauf des Flusses von den Xysyl gesprochene Dialektkontinuum zwischen Chakassisch und Tschulymisch bezeichnet. Als die Xysyl mit den übrigen Chakassen verschmolzen, wurde die Bezeichnung Obertschulymisch auf den Melet-Dialekt übertragen. In Melezk selbst gibt es keine Tschulymisch-Sprecher mehr; der Melet-Dialekt wird nur noch in Passetschnoje gesprochen. Alle tschulymischen Dialekte sind vom Aussterben bedroht.